# Zakázaný prostor

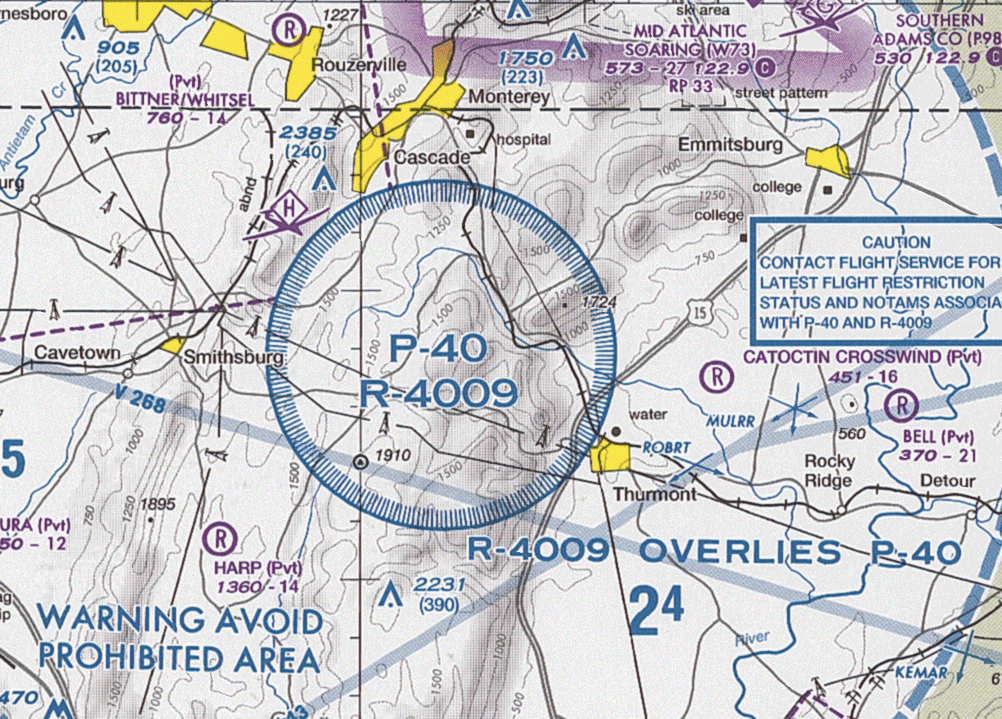
Zakázaný prostor P-40 kolem Camp Davidu, víkendového sídla amerických prezidentů, vyznačený na americké letecké mapě

Zakázaný prostor (angl. prohibited area) je část vzdušného prostoru, ve které jsou zakázány lety letadel, zejména za účelem ochrany pozemních objektů.
Takový zákaz letů je buďto trvalým stavem (například v blízkosti jaderných elektráren, továren s nebezpečným materiálem, důležitých památek či významných budov), nebo dočasným stavem, který je vyhlášen nad určitou oblastí především z bezpečnostních důvodů v souvislosti s nějakou probíhající aktivitou; dočasná omezení se také vyhlašují pomocí dalších typů rezervace vzdušného prostoru (dočasně rezervovaný prostor, dočasně vyhrazený prostor).
Provádění letů v zakázaném prostoru je možné jen na základě příslušnou autoritou schválené výjimky či pro policejní, vojenské, pátrací apod. lety v případě naléhavé nevyhnutelnosti; zakázané prostory se také neaplikují na pozorovací lety prováděné na základě Smlouvy o otevřeném nebi.

## Zakázané prostory v Česku
Zakázané prostory v Česku stanovuje Úřad pro civilní letectví, a to ve formě opatření obecné povahy. Jejich seznam je uveden v Letecké informační příručce:
| Označení | Název          | Poloha                                 | Rozsah                                                                                |
| -------- | -------------- | -------------------------------------- | ------------------------------------------------------------------------------------- |
| LKP1     | Pražský hrad   | 50°5′26,72″ s. š., 14°24′1,68″ v. d.   | kružnice o poloměru 1,1 km, od země do nadmořské výšky 5000 stop                      |
| LKP2     | Temelín        | 49°10′48,73″ s. š., 14°22′31,78″ v. d. | kružnice o poloměru 2 km, od země do nadmořské výšky 5000 stop                        |
| LKP4     | Vlašim         | 49°41′24″ s. š., 14°55′48″ v. d.       | trojúhelník mezi Vlašimí, Vracovicemi a Bolinou, od země do nadmořské výšky 5000 stop |
| LKP5     | Prčice         | 49°35′33,73″ s. š., 14°31′23,73″ v. d. | kružnice o poloměru 2,8 km, od země do nadmořské výšky 5000 stop                      |
| LKP6     | Semtín         | 50°4′4,64″ s. š., 15°42′41,54″ v. d.   | kružnice o poloměru 2,1 km, od země do nadmořské výšky 3000 stop                      |
| LKP7     | Polička        | 49°40′46″ s. š., 16°16′40″ v. d.       | kružnice o poloměru 1,5 km, od země do nadmořské výšky 5000 stop                      |
| LKP8     | Most           | 50°33′48,35″ s. š., 13°36′12,26″ v. d. | kružnice o poloměru 2,5 km, od země do nadmořské výšky 4000 stop                      |
| LKP9     | Dukovany       | 49°5′8,82″ s. š., 16°8′44,83″ v. d.    | kružnice o poloměru 2 km, od země do nadmořské výšky 5000 stop                        |
| LKP10    | Ústí nad Labem | 50°39′23,2″ s. š., 14°1′12,6″ v. d.    | kružnice o poloměru 900 m, od země do nadmořské výšky 4000 stop                       |
| LKP11    | Neratovice     | 50°16′30″ s. š., 14°31′10″ v. d.       | kružnice o poloměru 1,5 km, od země do nadmořské výšky 2000 stop                      |
| LKP12    | Řež            | 50°10′44,71″ s. š., 14°21′48,7″ v. d.  | kružnice o poloměru 1,5 km, od země do nadmořské výšky 2000 stop                      |

Dříve existoval též zakázaný prostor LKP3 Luhačovice.